# Stiftung Warentest
Stiftung Warentest è un'organizzazione e fondazione tedesca per i consumatori che fa ricerche e compara prodotti e servizi senza pregiudizi.

## Storia
Fu fondata nel 1964 dalla Repubblica Federale Tedesca come fondazione indipendente con sede a Berlino. 
Stiftung Warentest è autofinanziato, vendendo il suo magazine test (circolazione annuale con una media di 462 000 copie) e Finanztest (234 000 copie), libri magazine speciali, e anche i risultati di ricerca come contenuto pagato nel suo sito. I ricavi nel 2012 sono stati di 39,5 milioni di euro circa.

## Cooperazione con altre istituzioni
Ricerche internazionali sono solitamente portate avanti con membri dell'organizzazione "ombrello" International Consumer Research & Testing (ICRT), con sede a Londra
Le più importanti organizzazioni partner invece sono:
- Consumentenbond, L'Aia, Paesi Bassi
- Consumers Union, Yonkers, New York, Stati Uniti
- Test Achats / Euroconsumers, Bruxelles, Belgio
- Union Fédérale des Consommateurs, Parigi, Francia
- Which?, Londra, Regno Unito.